# Stan Rickaby
Stanley "Stan" Rickaby (12 de marzo de 1924 - 8 de febrero de 2014) fue un futbolista británico que jugó como lateral derecho.

## Biografía
Rickaby nació en Stockton-on-Tees (Inglaterra). Comenzó su carrera en el South Bank en 1940 y en julio del año siguiente se unió a Middlesbrough como aficionado. Se convirtió en profesional con Boro en julio de 1946. En febrero de 1950 firmó para el West Bromwich Albion por un precio de £ 7500. Hizo su única aparición en Inglaterra el 11 de noviembre de 1953, en la victoria por 3-1 ante Irlanda del Norte en Goodison Park. Una lesión en la pierna sufrida en la semifinal de la FA Cup 1954 contra Port Vale, por lo que Rickaby se perdió la final, pero, no obstante, recibió una medalla de campeón, después de haber jugado en todas las rondas previas de la competición. Asumió el papel de jugador-entrenador en Poole Town en junio de 1955 antes de pasar a Weymouth. Rickaby fue transferido a Newton Abbot Spurs en agosto de 1963 antes de retirarse como jugador de un año después. 
Rickaby se mudó a Australia a finales de 1960 para trabajar con las comunidades aborígenes y publicó su autobiografía en 2002.

## Muerte
Murió el 8 de febrero de 2014 por causas naturales a la edad de 89 años.